# Sint-Jacobskerk (Kopenhagen)
De Sint-Jacobskerk (Deens: Sankt Jakobs Kirke) is een luthers kerkgebouw in Østerbro, een stadsdistrict van de Deense hoofdstad Kopenhagen. De Jacobskerk werd in neogotische stijl ontworpen door de architect Ludvig Fenger en behoort tot de Deense Volkskerk. Ook nu nog is de Jacobskerk het grootste kerkgebouw van Østerbro.

## Geschiedenis
De Sint-Johanneskerk in Nørrebro was het eerste kerkgebouw dat buiten de oude vestingwerken van Kopenhagen werd gebouwd, nadat het besluit was gevallen om deze ten behoeve van de stadsuitbreiding te ontmantelen. De eerste predikant van deze kerk lanceerde een campagne voor de bouw van meer nieuwe kerken in de snel groeiende uitbreiding. Het leidde in een korte periode van bijna zeven jaar (1874-1880) tot de bouw van vier nieuwe kerken. De Sint-Jacobskerk werd als tweede van deze kerken voltooid.
De architect van de Sint-Jacobskerk was Ludvig Fenger, die ook de twee jaar later voltooide Sint-Mattheuskerk in Vesterbro heeft ontworpen. Met de bouw van de Sint-Jacobskerk werd in 1876 begonnen. De omgeving van de kerk was toen nog relatief spaarzaam bebouwd, maar onder de bebouwing bevond zich het eerste Deense project van sociale woningbouw. De bouw van de kerk kwam in 1878 gereed.

## Architectuur
De van rode baksteen gebouwde kerk is in de stijl van de neogotiek met Engelse invloeden opgetrokken. Boven de ingang bevindt zich een reliëf van de heilige Jacobus met de karakteristieke schelp.

## Afbeeldingen

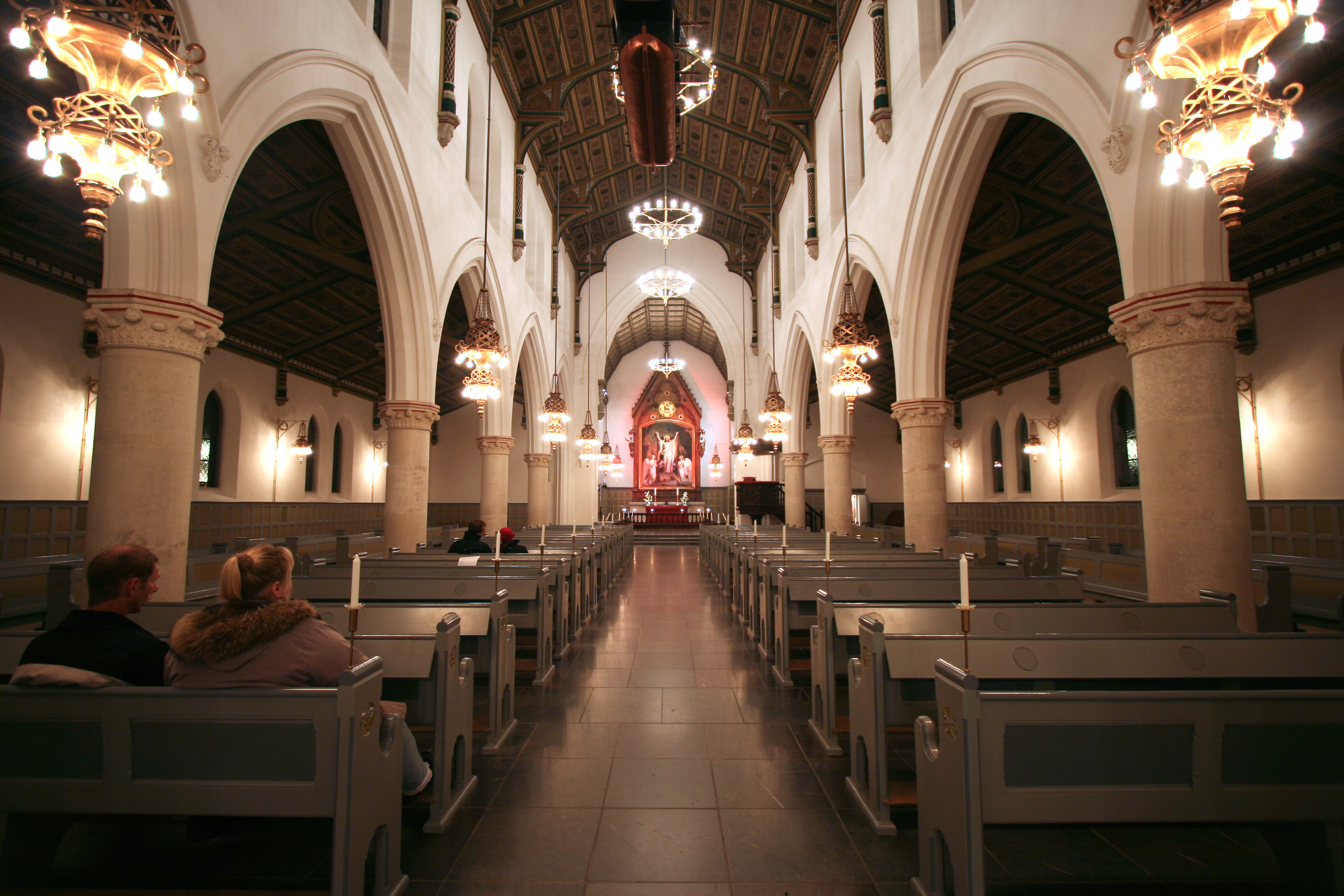
Interieur
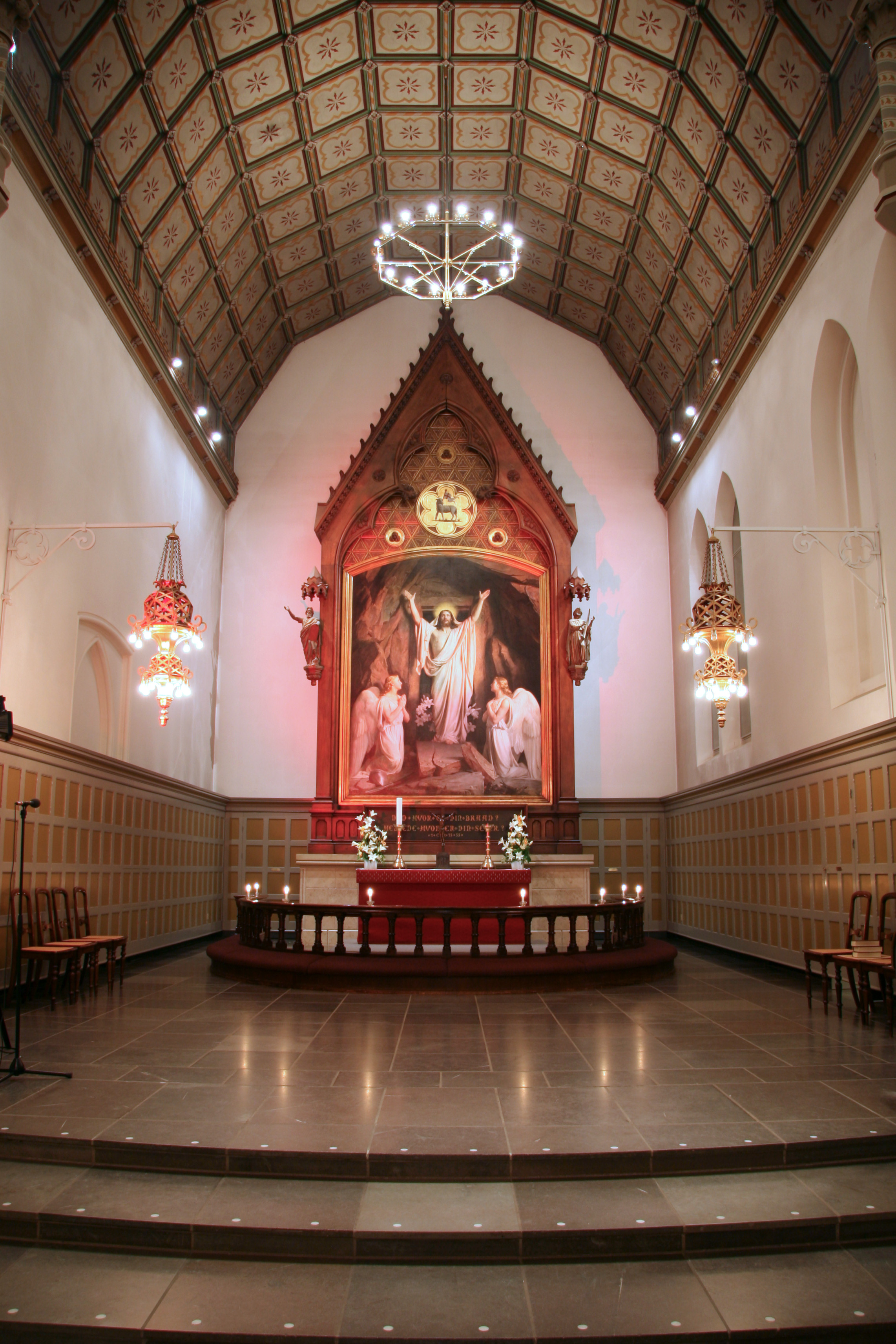
Altaar
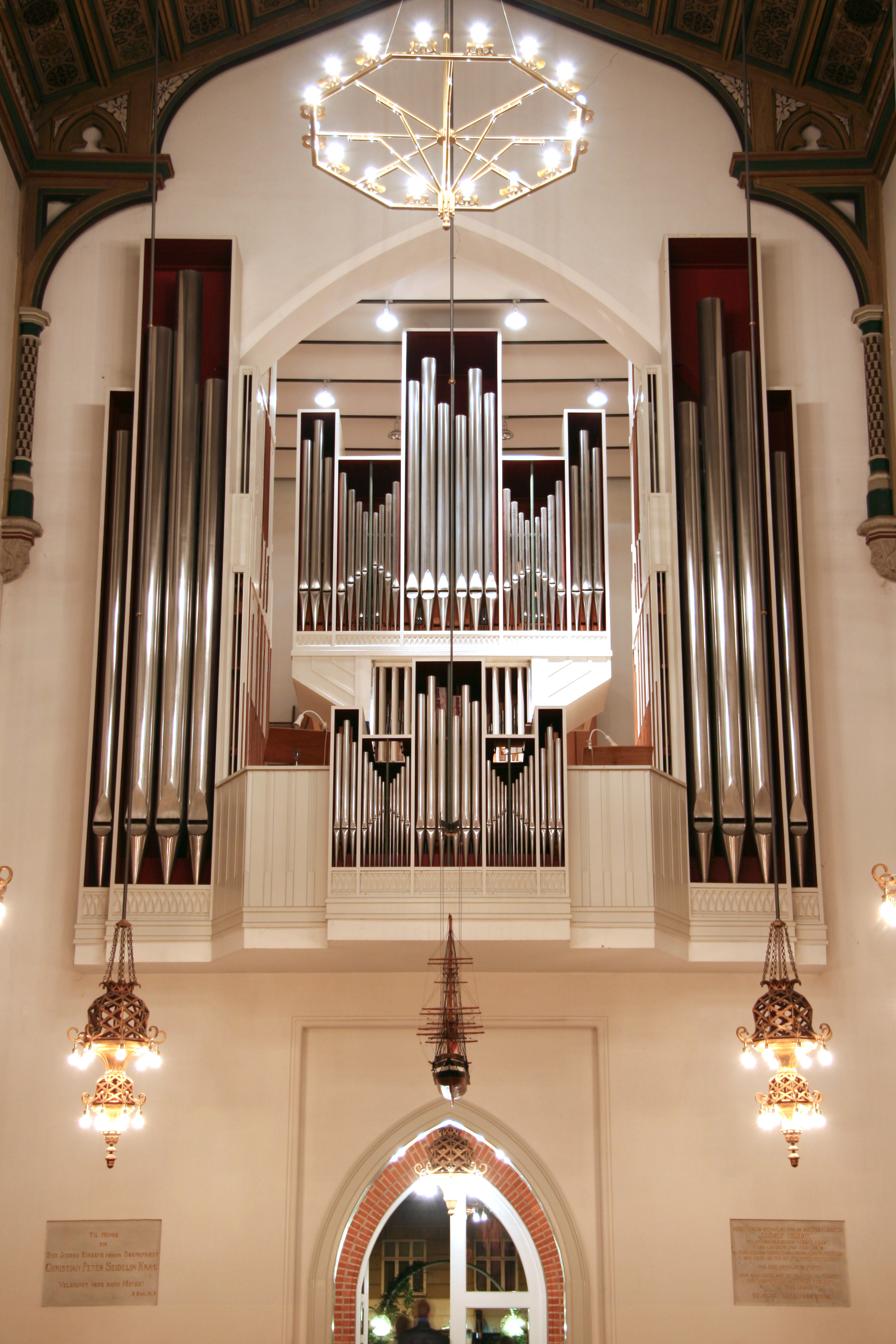
Orgel
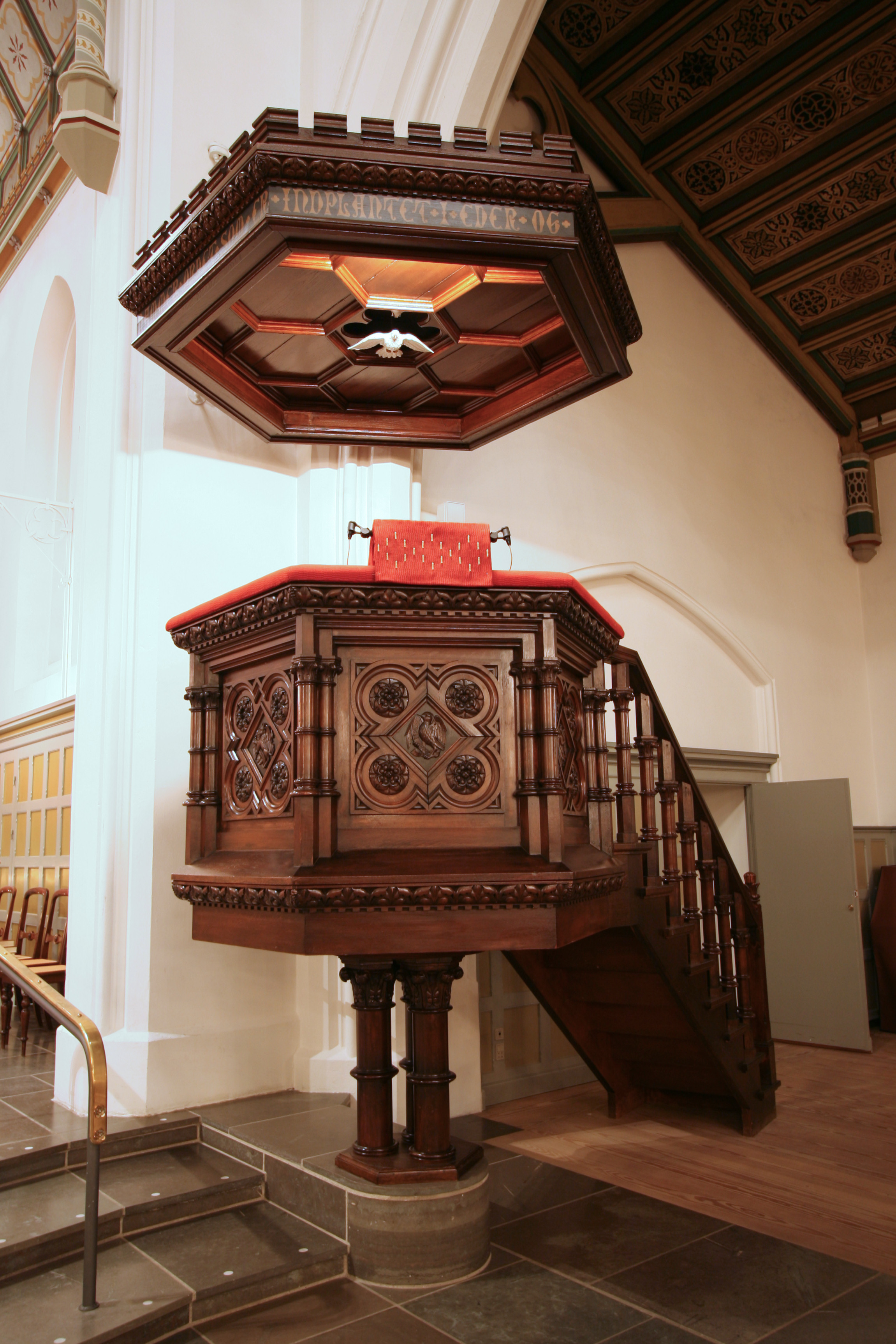
Preekstoel
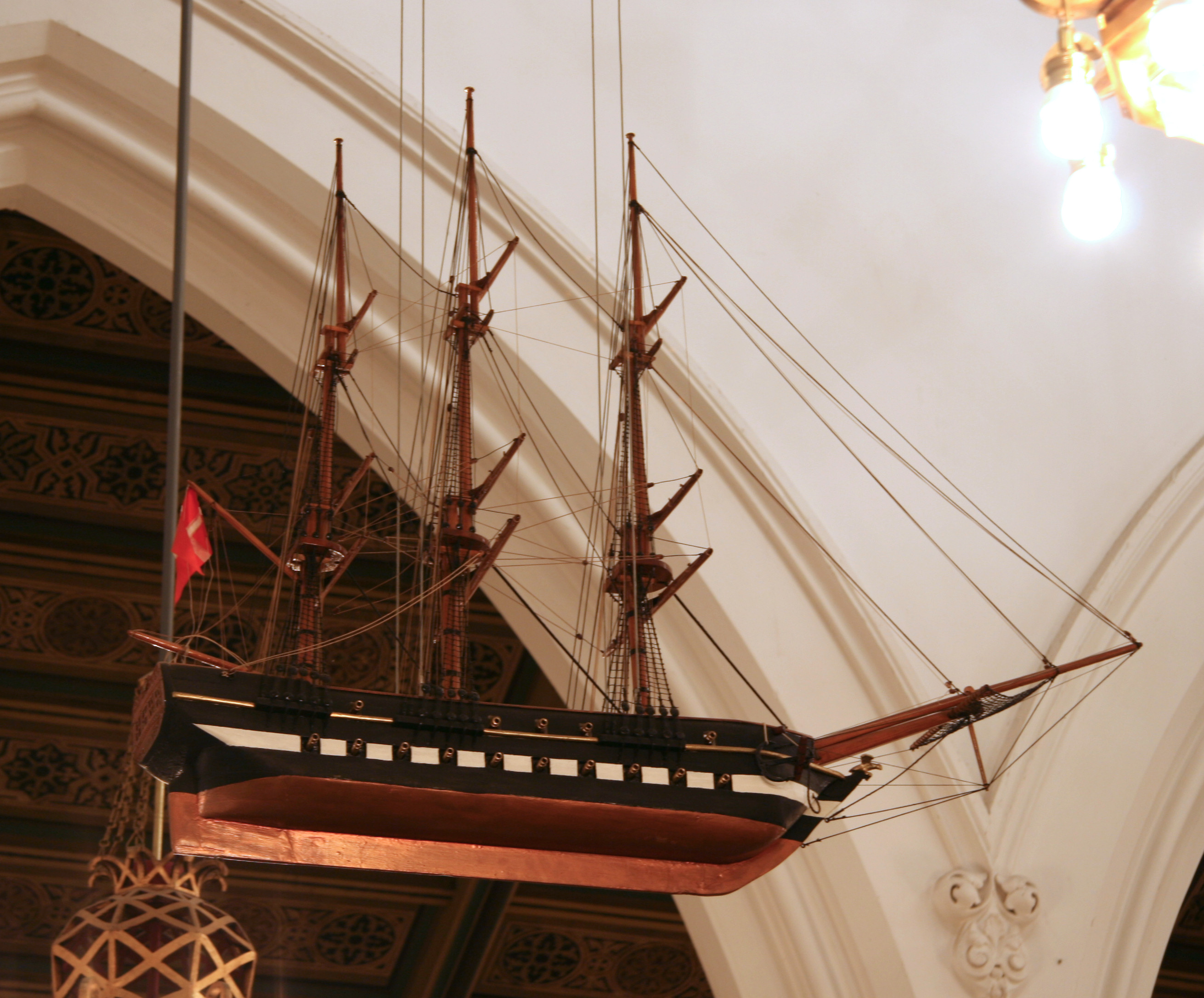
Votiefschip